# Velîka Ofirna, Fastiv
Velîka Ofirna (în ucraineană Велика Офірна) este un sat în comuna Mala Snitînka din raionul Fastiv, regiunea Kiev, Ucraina.

## Demografie
Componența lingvistică a localității Velîka Ofirna
     Ucraineană (95,77%)
     Rusă (4,1%)
     Alte limbi (0,13%)
Conform recensământului din 2001, majoritatea populației localității Velîka Ofirna era vorbitoare de ucraineană (95,77%), existând în minoritate și vorbitori de rusă (4,1%).